# كازيمييرز أيدوكييفتش
كازيمييرز أيدوكييفتش، منطقي وفيلسوف بولوني اهتم بالابستمولوجيا. ولد في 12 ديسمبر 1890 بأوكرانيا، ومات في الثاني عشر من أبريل لعام 1963 بمدينة وارسو. تبنى في نظرياته المنطقية وجهات نظر حلقة فيينا، وارتكز في تطوره نحو التجريبية على نظرية ذرائعية في الدلالات. له بالألمانية «اللغة والمعنى» (1934)، علاوة على مؤلفات شتى في المنطق.

## روابط خارجية
- كازيمييرز أيدوكييفتش على موقع الموسوعة البريطانية (الإنجليزية)